# Aleksey Yufkin
Aleksey Yufkin (en russe : Алексей Юфкин), né le 11 janvier 1986, est un haltérophile russe.

## Carrière
Aleksey Yufkin participe aux Championnats du monde d'haltérophilie 2010 qui se déroulent à Antalya en Turquie, dans la catégorie des moins de 85 kg. Le Russe se classe troisième à l'arraché et quatrième à l'épaulé-jeté. Ces deux résultats cumulés lui permettent de décrocher la médaille d'argent, derrière Adrian Zieliński et devant Siarhei Lahun.

## Palmarès

### Championnats du monde
- Championnats du monde d'haltérophilie 2010 à Antalya
  -  Médaille d'argent en moins de 85 kg.

### Championnats d'Europe
- Championnats d'Europe d'haltérophilie 2011 à Kazan
  -  Médaille d'or en moins de 85 kg.

- Championnats d'Europe d'haltérophilie 2009 à Bucarest
  -  Médaille d'or en moins de 85 kg.

- Championnats d'Europe d'haltérophilie 2008 à Lignano Sabbiadoro
  -  Médaille de bronze en moins de 77 kg.